# Maciej Kawulski
Maciej Marcin Kawulski est un entrepreneur et réalisateur de film polonais né le 26 avril 1980. Il est également le cofondateur de la fédération polonaise d'arts martiaux mixtes (avec Martin Lewandowski), une organisation qui promeut les combats de MMA.

## Filmographie
- 2019 : Underdog
- 2020 : Jak zostałem gangsterem
- 2020 : 365 Jours
- 2022 : Jak pokochałam gangstera
- 2023 : L'Académie de M. Kleks (Akademia pana Kleksa)